# Rómulo Bustos
Rómulo Bustos Aguirre  (Santa Catalina, Bolívar; 5 de septiembre de 1954). es un escritor, poeta y ensayista colombiano. En 1993 le es concedido el Premio Nacional de Poesía del Instituto Nacional de Cultura (en la actualidad Ministerio de Cultura).

## Trayectoria
Realizó estudios de Derecho y Ciencias Políticas en la Universidad de Cartagena, Literatura hispanoamericana en el Instituto Caro y Cuervo y estudios doctorales en Ciencias de las religiones en la Universidad Complutense de Madrid. Este poeta se considera un autor de escritura lenta, su poesía se inspira en el paisaje y los motivos de su tierra natal, utiliza un lenguaje exquisitamente depurado y rico en imágenes y sugerencias metafísicas, existenciales y eróticas. A partir de su cuarto poemario, La estación de la sed, se observa la aparición y progresiva acentuación de elementos conversacionales, lúdicos y humorísticos. 
Sobre su poemario Sacrificiales, el colectivo de crítica poética en España Addison de Witt reseña: "Extraordinario (...)es el nuevo poemario del colombiano Rómulo Bustos. De una agudeza lírica enorme, el poeta canta a lo pequeño. Con la mirada de niño, de buen poeta, mira a la naturaleza y lo cotidiano y nos saca de donde nos ha metido en un solo verso, lo diario mezclado con veces un humor salvífico, a veces una religión de nuevo propia convertida en poesía, la poesía a su vez como sacramento. En ocasiones, el poema se acerca en exceso a lo narrativo y pierde cierta tensión lírica que se recupera casi de inmediato. Una pequeña joya." (ver enlace a Colectivo Addison de Witt). 
La obra reunida de Bustos Aguirre fue publicada en 1996 por la Universidad Internacional de Andalucía con el título Palabra que golpea un color imaginario, y en 2004 por la Universidad Nacional de Colombia con el título Oración del impuro. En 2010 aparece una segunda edición de esta última por el Ministerio de Cultura de Colombia, con el título Obra poética, tomo XVI de la Biblioteca de Literatura Afrocolombiana. En 2013 la Universidad de Cartagena recoge su obra bajo el título La pupila incesante: Obra poética [1988-2013]. En 2016 el Fondo de Cultura Económica publica una segunda edición de esta última en su colección Poesía. 
Bustos se desempeña en la actualidad como profesor de literatura en la Universidad de Cartagena. 
En 2014 fue escogido como escritor invitado del programa Leer el Caribe, que se realiza en varias ciudades del Caribe colombiano. La Revista Electrónica de Estudios Literarios "Librœs", órgano de difusión de la Red de Estudiantes Escritores de Barranquilla y el Atlántico (REESCRIBA), dedicó el número de septiembre-diciembre de 2010 al poeta caribeño.

## Obras
- El oscuro sello de Dios (1988)
- Lunación del amor (1990)
- En el traspatio del cielo (1993) (Premio Nacional del Ministerio de Cultura)
- Palabra que golpea un color imaginario (Obra reunida, 1996)
- La estación de la sed (1998)
- Oración del impuro (Obra reunida, 2004)
- Sacrificiales (2007)
- Muerte y levitación de la ballena (2010)
- Obra Poética: Rómulo Bustos Aguirre (2010)
- La pupila incesante (2014)
- La pupila incesante, Obra poética: 1988-2013 ( 2013, 2016)
- Casa en el aire (Pre-Textos, España, 2017.

Antologías:
- De la dificultad para atrapar una mosca (2008)
- Doble Fondo III [Antología conjunta con el poeta venezolano Juan Calzadilla] (2010)
- El Ángel insomne (2011)
- La mirada de Orfeo (2013)
- Romulo Bustos Aguirre: Poesía escogida (2014)
- Parábolas del vuelo (2015)
- Monólogo de Jonas (El Taller Blanco Ediciones, Bogotá, 2019)
- La furia del cordero (Seshat Ediciones, 2019)

## Premios
- Premio Nacional de Poesía Asociación de Escritores de la Costa, 1985
- Premio Nacional de Poesía Instituto Colombiano de Cultura, 1993
- Premio Ausias March, 2007 [Colectivo de crítica poética Addison de Witt, España, ver en Enlaces externos]
- Premio Blas de Otero de Poesía Universidad Complutense de Madrid, 2010.
- Premio Nacional de Poesía del Ministerio de Cultura de Colombia.